# إبليرينون
إبليرينون (Eplerenone) مدر بول، مناهض للألدوستيرون، خافض ضغط.
إبليرينون
إبليرينون : هو مضادّ القشرانيّات المعدنيّة [الإنجليزية] السّتيرويديّة المستخدمة كعامل مساعد في إدارة قصور القلب المزمن. وهو مشابه لمدرّ البول (السّبيرونولاكتون)، على الرّغم من أنّه أكثر انتقائيّة لمستقبلات القشرانيّات المعدنيّة (أي أنّه لا يمتلك أيّ خصائص مضادّة للأندروجين، البروجستيرون، الجلايكورتيكود أو الإستروجين)، ويتمّ تسويقه على وجه التّحديد للحدّ من مخاطر جهاز الدوران لدى المرضى المشخّصين باحتشاء عضلة القلب. تمّ تسويقه من قبل شركة فايزر تحت الاسم التجاري Inspra . إبليرينون يصنف من مُدراتُ البَولِ المُوَفِّرة للبُوتاسيوم، وهذا يعني أنّه يساعد الجسم على التّخلص من الماء الزّائد مع الاحتفاظ بالبوتاسيوم.

## الاستخدامات الطبيّة
يتمّ وصف الإبليرينون خصيصاً للحدّ من مخاطر الوفاة الناتجة عن علة في القلب لدى الأشخاص المصابين بقصور في القلب واختلال البطين الأيسر خلال 3-14 يوم من احتشاء عضلة القلب الحادّ، حيث يستخدم في تركيبة مع مجموعة من العلاجات المعتمدة المنصوص عليها وكعلاج لارتفاع ضغط الدم. يبدو الإبليرينون شبيهاّ جدّاً بالسبيرونولاكتون ولكنّه أكثر تكلفة.، وبالمقارنة مع السبيرونولاكتون وجد أن انجذابه لمستقبلات ال MR)) أقل ب 10- إلى 20 ضعف،  إلّا أنّه أكثر انتقائيّة لمستقبلات القشرانيّات المعدنيّة (أي أنّه لا يمتلك أيّ خصائص مضادّة للأندروجين، البروجستيرون، الجلايكورتيكود أو الإستروجين). وبالإضافة إلى ذلك، فقد لوحظ أن آثاره المضادة للقشرانيات المعدنية [الإنجليزية] غير الجينومية أكثر اتساقاً نسبة إلى السبيرونولاكتون. (انظر ( membrane (mineralocorticoid receptor2 [الإنجليزية]

## الآثار السلبية
الآثار السّلبية الأكثر شيوعاً المرتبطة باستخدام الإبليرينون هي : ارتفاع منسوب البوتاسيوم بالجسم، انخفاض ضغط الدم، والدّوخة، وتغيّر في وظيفة الكلى، وزيادة تركيز الكرياتينين  و لاستخدام الإبليرينون آثار جانبية جنسية أقل شيوعاً وحدّة ممّا سبق مثل: التخنيث، التثدي للرجال، والعجز الجنسي، وانخفاض الدافع الجنسي والحدّ من حجم الأعضاء التناسلية الذكرية. .

## موانع الاستخدام
يمنع استخدام الإبليرينون للمرضى الذين يعانون من ارتفاع منسوب البوتاسيوم بالجسم، القصور الكلوي الحادّ (تَصْفِيَةُ الكِرياتينين أقل من 30 مل / دقيقة)، أو اختلال كبدي حادّ (حسب تصنيف درجة pugh- درجة C). الشركة المصنعة للإبليرينون أيضا منعت استخدامه منعاّ تناسبياً مع مُدراتُ البَولِ المُوَفِّرة للبُوتاسيوم أمثال الكيتوكونازول، الايتراكونازول أو غيرها، ورغم أن الشركة المصنعة منعت هذا الاستخدام تماماً إلا أنه ينبغي ترجيح الفوائد المحتملة ضد المخاطر المحتملة.

## التفاعلات الدوائية
يتم استقلاب الإبليرينون في المقام الأول من قبل سيتوكروم بي450 سيتوكروم 3A4، وبالتالي هناك احتمالات لتفاعل الدواء مع الأدوية الأخرى التي تحفز أو تثبط سيتوكروم 3A4. على وجه التحديد، يمنع استخدام الإبليرينون مع الكيتوكونازول والايتراكونازول التي تعتبر مثبطات قوية لل سيتوكروم 3A4 . مثبطات سيتوكروم 3A4 الأخرى بما في ذلك الاريثروميسين، ساكوينافير، وفيراباميل ينبغي أن تستخدم بحذر. يمنع أيضاً استخدام الأدوية الأخرى التي تزيد من تركيز البوتاسيوم مع الإبليرينون بما في ذلك بدائل الملح، مكملات البوتاسيوم وغيرها من مُدراتُ البَولِ المُوَفِّرة للبُوتاسيوم.

## الاستطباب
يستخدم في: الفشل القلبي.

## الأشكال الصيدلانية
متوفر كـ: مضغوطات.

## طريقة الاستعمال
- خذه كما وصفه الطبيب تماماً. يؤخذ مرة واحدة يومياً.
- تؤخذ مضغوطات الإبليرينون مرة واحدة يومياً.
- ابلع كامل الحبة مع الماء. ليس من المهم إذا أخذتها قبل أو بعد الطعام.
- حاول أن تأخذ الإبليرينون في نفس الوقت من اليوم لتجنب أن تنسى أي جرعة.
- إذا نسيت أن تأخذ المضغوطة، خذها حال تذكرها في نفس اليوم. إذا كلم تتذكر حتى اليوم التالي، تخطى الجرعة المنسية وخذ فقط الجرعة المقررة. لا تأخذ مضغوطتين في نفس الوقت عندما تنسى جرعة ما.

## الآثار الجانبية
-الآثار الجانبية الشائعة:
- الدوار، خفة في الرأس: يفيد بأن تستيقظ وتتحرك ببطء أكثر. إذا بدأت تشعر بالدوار استلق حتى لا تصاب بالدوار، ثم ابق لمدة بضع دقائق قبل أن تحاول الوقوف. لاتقود أو تعمل على آلات إذا كنت تشعر بالدوار.
- الشعور بالغثيان: كميات قليلة ووجبات أقل. الزم أطعمة بسيطة.
- الإسهال: اشرب الماء بكميات كبيرة لتعويض السوائل المفقودة.

-الآثار الجانبية الأخرى:
- طفح جلدي ومشاكل كلوية.

-أعلم طبيبك إذا تطور لديك طفح أو إذا كان لديك أي مشاكل تبول.
-إذا ظهرت لديك أية أعراض تظن انها بسبب الدواء، تكلم مع طبيبك أو الصيدلي.

## التفاعلات الدوائية
- كن متأكدأ أن طبيبك على علم بكل الأدوية الأخرى التي تتناولها إلى جانب الإبليرينون.
- لا تأخذ بدائل الملح أثناء علاجك بالإبليرينون.

## نحذيرات
قبل البدء بالابليرينون تأكد أن طبيبك أو الصيدلي يعلم بما يلي:
- إذا كان لديك مشاكل كلوية أو كبدية.
- إذا تم إخبارك بأن لديك مستويات عالية من البوتاسيوم في دمك.
- إذا كنت حامل أو تخطط للحمل أو مرضع.
- إذا كنت تأخذ أدوية أخرى بمافيها المتوفرة بدون وصفة والأدوية العشبية والمكملات الغذائية.
- إذا كان لديك تفاعلات تحسسية تجاه أية أدوية.

## الحفظ والتخزين
- احفظ كل الأدوية بعيداً عن متناول الأطفال ومرآهم.
- احفظه في مكان معتدل وبارد بعيداً عن الحرارة المباشرة والضوء.